# Ludres
Ludres és un municipi francès situat al departament de Meurthe i Mosel·la i a la regió del Gran Est. L'any 2007 tenia 6.680 habitants.

## Demografia

### Població
El 2007 la població de fet de Ludres era de 6.680 persones. Hi havia 2.570 famílies, de les quals 537 eren unipersonals (192 homes vivint sols i 345 dones vivint soles), 858 parelles sense fills, 914 parelles amb fills i 261 famílies monoparentals amb fills.
La població ha evolucionat segons el següent gràfic:
Habitants censats

### Habitatges
El 2007 hi havia 2.666 habitatges, 2.583 eren l'habitatge principal de la família, 3 eren segones residències i 80 estaven desocupats. 1.973 eren cases i 636 eren apartaments. Dels 2.583 habitatges principals, 1.892 estaven ocupats pels seus propietaris, 654 estaven llogats i ocupats pels llogaters i 37 estaven cedits a títol gratuït; 59 tenien una cambra, 117 en tenien dues, 306 en tenien tres, 656 en tenien quatre i 1.445 en tenien cinc o més. 2.109 habitatges disposaven pel capbaix d'una plaça de pàrquing. A 1.127 habitatges hi havia un automòbil i a 1.287 n'hi havia dos o més.

### Piràmide de població
La piràmide de població per edats i sexe el 2009 era:
| Homes | Edats   | Dones |
| ----- | ------- | ----- |
| 4     | 95 o +  | 12    |
| 8     | 90 a 94 | 32    |
| 16    | 85 a 89 | 60    |
| 8     | 80 a 84 | 40    |
| 40    | 75 a 79 | 56    |
| 80    | 70 a 74 | 64    |
| 92    | 65 a 69 | 100   |
| 92    | 60 a 64 | 72    |
| 160   | 55 a 59 | 160   |
| 364   | 50 a 54 | 300   |
| 288   | 45 a 49 | 400   |
| 244   | 40 a 44 | 304   |
| 276   | 35 a 39 | 316   |
| 184   | 30 a 34 | 224   |
| 196   | 25 a 29 | 160   |
| 288   | 20 a 24 | 200   |
| 296   | 15 a 19 | 192   |
| 292   | 10 a 14 | 328   |
| 264   | 5 a 9   | 244   |
| 172   | 0 a 4   | 152   |

## Economia
El 2007 la població en edat de treballar era de 4.660 persones, 3.310 eren actives i 1.350 eren inactives. De les 3.310 persones actives 3.124 estaven ocupades (1.548 homes i 1.576 dones) i 186 estaven aturades (88 homes i 98 dones). De les 1.350 persones inactives 549 estaven jubilades, 560 estaven estudiant i 241 estaven classificades com a «altres inactius».

### Ingressos
El 2009 a Ludres hi havia 2.548 unitats fiscals que integraven 6.569 persones, la mediana anual d'ingressos fiscals per persona era de 23.271,5 €.

### Activitats econòmiques
Dels 492 establiments que hi havia el 2007, 10 eren d'empreses extractives, 6 d'empreses alimentàries, 7 d'empreses de fabricació de material elèctric, 3 d'empreses de fabricació d'elements pel transport, 32 d'empreses de fabricació d'altres productes industrials, 43 d'empreses de construcció, 131 d'empreses de comerç i reparació d'automòbils, 43 d'empreses de transport, 19 d'empreses d'hostatgeria i restauració, 10 d'empreses d'informació i comunicació, 17 d'empreses financeres, 19 d'empreses immobiliàries, 79 d'empreses de serveis, 49 d'entitats de l'administració pública i 24 d'empreses classificades com a «altres activitats de serveis».
Dels 84 establiments de servei als particulars que hi havia el 2009, 1 era una oficina de correu, 2 oficines bancàries, 14 tallers de reparació d'automòbils i de material agrícola, 2 tallers d'inspecció tècnica de vehicles, 4 establiments de lloguer de cotxes, 3 autoescoles, 3 paletes, 4 guixaires pintors, 4 fusteries, 12 lampisteries, 7 electricistes, 4 empreses de construcció, 5 perruqueries, 1 veterinari, 2 agències de treball temporal, 9 restaurants, 4 agències immobiliàries, 2 tintoreries i 1 saló de bellesa.
Dels 19 establiments comercials que hi havia el 2009, 1 era, 1 un hipermercat, 1 una botiga de més de 120 m², 3 fleques, 1 una fleca, 1 una carnisseria, 1 una peixateria, 2 botigues de roba, 3 botigues d'equipament de la llar, 1 una botiga d'equipament de la llar, 1 una sabateria, 1 una botiga de material esportiu, 1 una botiga de material de revestiment de parets i terra i 1 una joieria.
L'any 2000 a Ludres hi havia 5 explotacions agrícoles.

## Equipaments sanitaris i escolars
El 2009 hi havia 1 centre de salut i 2 farmàcies.
El 2009 hi havia 2 escoles maternals i 2 escoles elementals. Ludres disposava d'un col·legi d'educació secundària amb 472 alumnes.

## Poblacions més properes
El següent diagrama mostra les poblacions més properes.